# Хиджелидж
Хиджелидж (фр. Hidjelidjé) — деревня и супрефектура в Чаде, расположенная на территории региона Батха. Входит в состав департамента Вади-Риме.

## Географическое положение
Деревня находится в центральной части Чада, на высоте 326 метров над уровнем моря, на расстоянии приблизительно 375 километров к северо-востоку от столицы страны Нджамены.

## История
10 августа 2018 года Хиджелидж, являвшийся ранее частью департамента Западная Батха, вошёл в состав новообразованного департамента Вади-Риме.

## Население
По данным официальной переписи 2009 года численность населения Хиджелиджа составляла 25 925 человек (13 204 мужчины и 12 721 женщина). Население супрефектуры по возрастному диапазону распределилось следующим образом: 54 % — жители младше 15 лет, 41,7 % — между 15 и 59 годами и 4,3 % — в возрасте 60 лет и старше.

## Транспорт
Ближайший аэропорт расположен в городе Ати.